# Famille de Vuillefroy de Silly
La famille de Vuillefroy de Silly, Vuillefroy jusqu'au début du XIXe siècle, est une famille subsistante de la noblesse française originaire de Soissons, anoblie en 1815.
La famille de Cassini se fond dans la famille de Vuillefroy de Silly par le mariage, en 1809, de François-Joseph de Vuillefroy, écuyer, (1784-1846) avec Aline Françoise de Cassini (1787-1853), fille de Jean-Dominique Cassini, connu sous le titre de « comte de Cassini » et dernière du nom.
La branche aînée, en la personne de leur petit-fils, le peintre et entomologiste Félix de Vuillefroy-Cassini (1841-1916), mort sans postérité, fut autorisée par décret impérial du 26 avril 1865 à relever le nom Cassini.

## Histoire
La famille Vuillefroy est originaire de Soissons où un de ses membres Nicolas Willefroy était menuisier dans la seconde moitié du XVIe siècle. Trois de ses membres ont occupé la charge de gouverneur-échevin de Soissons aux XVIIe siècle et XVIIIe siècle.
Jean Vuillefroy, marié à Anne-Geneviève Cousin,, achète en 1745 la charge de chevalier d'honneur au bureau des finances de Soissons (charge qui depuis la déclaration du roi du 24 mars 1744 est une charge de noblesse graduelle - deux générations en charge chacune pendant vingt ans - par assimilation aux privilèges des trésoriers généraux de France). Il porte à ce titre la qualification d'écuyer.
Son fils, François-Charles Vuillefroy (1751-1839), écuyer, seigneur de Silly-la-Poterie, marié en 1781 à Marie-Françoise Capitain,, lui succède en 1775 dans la charge de chevalier d'honneur au bureau des finances de Soissons. Il ne put exercer les vingt ans en charge, les charges anoblissantes étant supprimées en 1790.
François-Joseph Vuillefroy puis de Vuillefroy,(1784-1846), fils du précédent, écuyer, garde de la porte du roi Louis XVIII, épouse en 1809 Aline Françoise Cassini ou de Cassini (1787-1853), fille de Jean-Dominique Cassini,, connu sous le nom « comte de Cassini », directeur de l'Observatoire de Paris, dernière du nom.
La famille de Vuillefroy est anoblie avec règlement d'armoiries par lettres patentes du 4 décembre 1815 en faveur de François-Charles Vuillefroy,,,. Sa branche cadette se fixe en Bretagne au début du XIXe siècle.
Léon de Vuillefroy de Silly (1818-1890), fils cadet de François-Joseph Vuillefroy, s'installa en Bretagne  au XIXe siècle et fut receveur des finances à Lorient. Sa descendance subsiste.
La famille de Vuillefroy de Silly est membre de l'Association d'entraide de la noblesse française.

## Filiation
- Damien Willefroy, notaire apostolique, il reçut le 17 janvier 1578 l'attestation des témoins qui affirmèrent que les reliques de Saint Sébastien, Saint Grégoire et Saint-Médard avaient été sauvées des calvinistes[14]. Il avait épousé Marguerite Morillon.
  - Robert I Willefroy (1579-1653), notaire royal, élu en 1631 gouverneur-échevin de Soissons, administrateur de l'Hôtel Dieu de Soissons de 1628 jusqu'à sa mort en 1653. Marié à Marguerite Ancelin.
    - Robert II Vuillefroy (1626-1686), avocat en parlement et siège présidial à Soissons, élu en 1679 gouverneur-échevin de Soissons. Marié en 1651 à Antoinette Quinquet[15].
      - Christophe Vuillefroy (1669-1738), avocat en parlement, élu en 1720 gouverneur-échevin de Soissons, marié à Barbe Quinquet.
        - Jean Vuillefroy, seigneur de Beauregard[16], né le 30 juin 1720 et mort le 2 octobre 1782 à Soissons, écuyer, chevalier d'honneur au bureau des finances de Soissons en 1745, marié le 13 juillet 1750, en l'église Saint Louis en l’Île (Paris) à Geneviève Cousin[17], fille de Charles-Simon Cousin, seigneur du Lieutel (à Galluis) président-trésorier de France au bureau des finances de la généralité de Paris[18] et de Marguerite Lefebvre[11]. Son épouse lui apporte la seigneurie de Beauregard, située à Laffaux[16].
          - François-Charles Vuillefroy, écuyer, seigneur de Silly[19], né le 17 mai 1751 et mort le 17 février 1839 à Soissons, chevalier d'honneur au bureau des finances de Soissons en 1775 à la suite de son père. Il est anobli par lettres patentes du 17 février 1815. Marié en 1781 à Marie Capitain, fille de Joseph Capitain, écuyer, conseiller du roi, président trésorier de France en la généralité de Soissons et de Marguerite Cuyret. Il achète après 1736 la seigneurie de Silly[20].
            - François-Joseph Vuillefroy[21],[5] puis de Vuillefroy[5], né le 26 février 1784 à Soissons, écuyer, garde de la porte du roi Louis XVIII. Marié le 4 juillet 1809 à Paris à Aline Cassini[5],[22] ou de Cassini, fille de Jean-Dominique Cassini, connu sous le titre de « comte de Cassini »[2], directeur de l'Observatoire de Paris. Décoré le 1er juillet 1814 par le duc de Berry de la décoration du Lys[23]
              - Charles-Amédée de Vuillefroy de Silly (1810-1878), haut fonctionnaire et sénateur du Second Empire. Marié 1) à Anne-Félicie Feuillade († 1842) dont un fils qui suit et 2) à Estelle Barret, dont deux filles.
                - Félix de Vuillefroy-Cassini (1841-1916)[24]), peintre et entomologiste, marié en 1887 à Amélie Gelot de Saint-Amey. Sans postérité. Par décret impérial du 26 avril 1865, il fut autorisé à ajouter le nom Cassini à son nom de famille[5].

              - Dominique-Anatole de Vuillefroy de Silly (1814-1867), inspecteur général des haras, marié 1) à Gabrielle-Nathalie Delacour dont une fille, 2) en 1860 à Félicie-Marie-Augustine Delaporte.
              - Léon de Vuillefroy de Silly (1818-1890)[17], receveur des finances à Lorient, auteur de la branche bretonne. Marié en 1847 à Quimper à Isaline de Cillart de La Villeneuve. dont trois fils et une fille.
                - Tanguy de Vuillefroy de Silly (1848-1903), marié en 1877 à Marie Pauline Bachelier dont entre autres:
                  - Paul de Vuillefroy de Silly (1886-1957), marié à Alix Marie de Kerros dont entre autres :
                    - Georges de Vuillefroy de Silly (1920-1944), résistant, sergent au 3e RMT, mort pour la France, tué par balle à Rungis. Croix de Guerre 1939-1945, Médaille Militaire, Médaille Commémorative des Services Volontaires dans la France Libre[25].

                - Henri de Vuillefroy de Silly, sans alliance.
                - Georges-Jean-Eugène de Vuillefroy de Silly, marié en 1889 à Marie-Sophie Pélagie Pagart d'Hermansart.
                - Charlotte, mariée à Charles-Eugène Poujol.

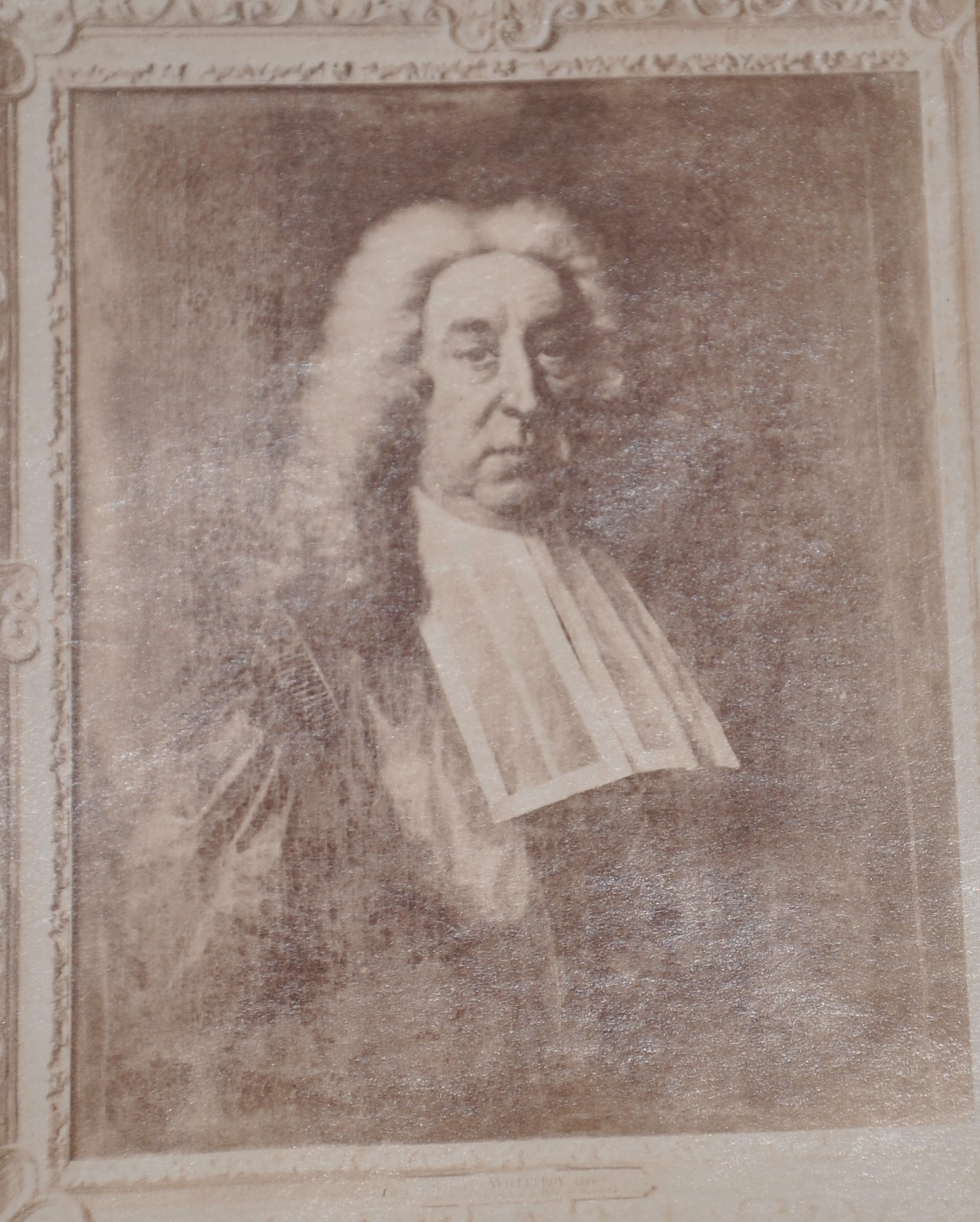
Robert II Vuillefroy (1626-1686), échevin de Soissons (1679)
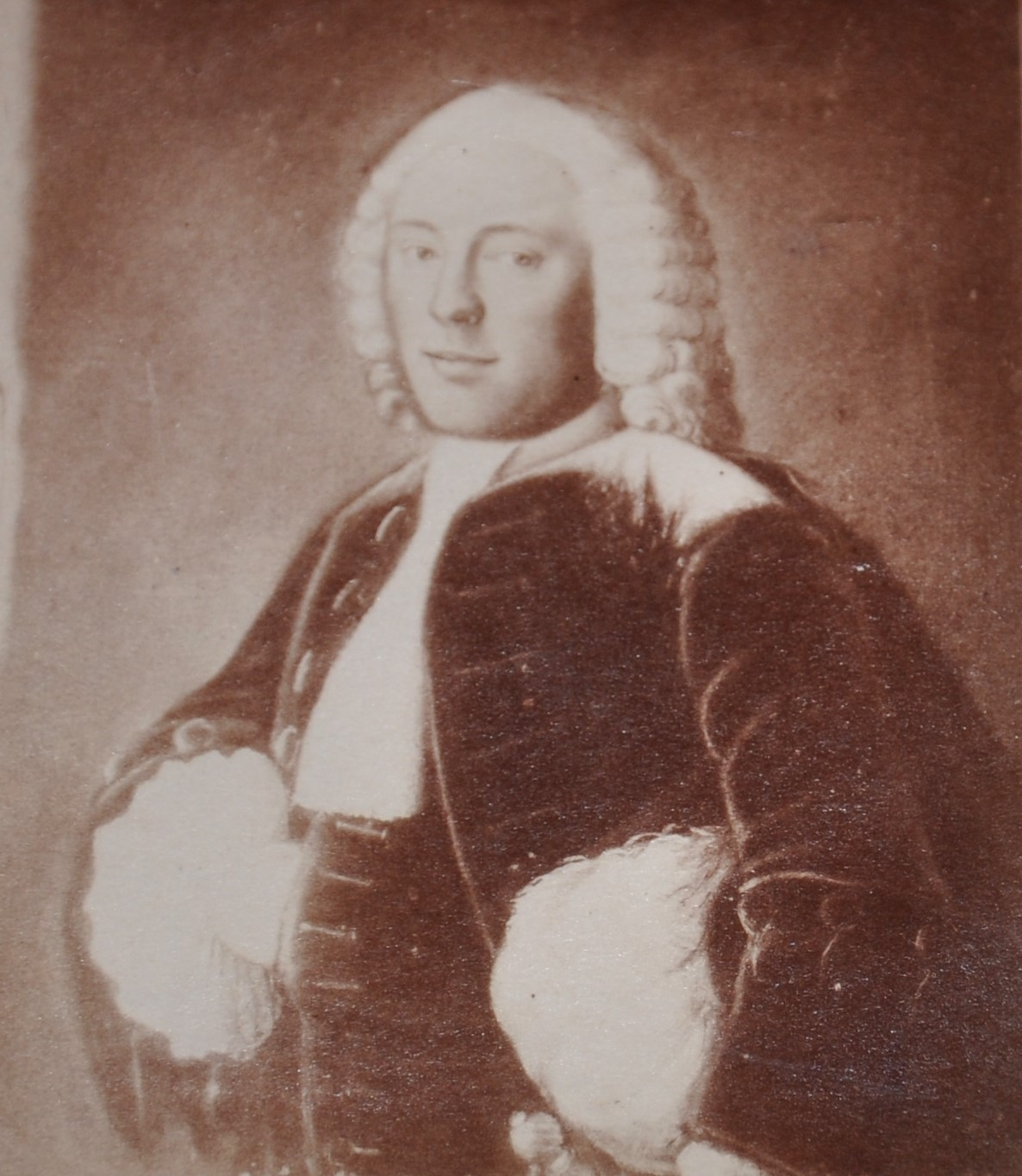
Christophe Vuillefroy (1669-1739), échevin de Soissons (1720)
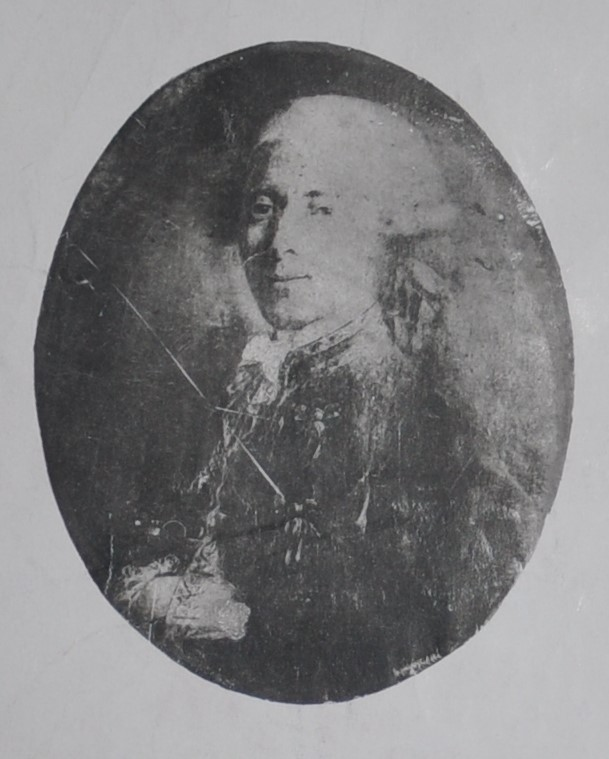
Jean Vuillefroy (1720-1782) écuyer, chevalier au bureau des finances de Soissons
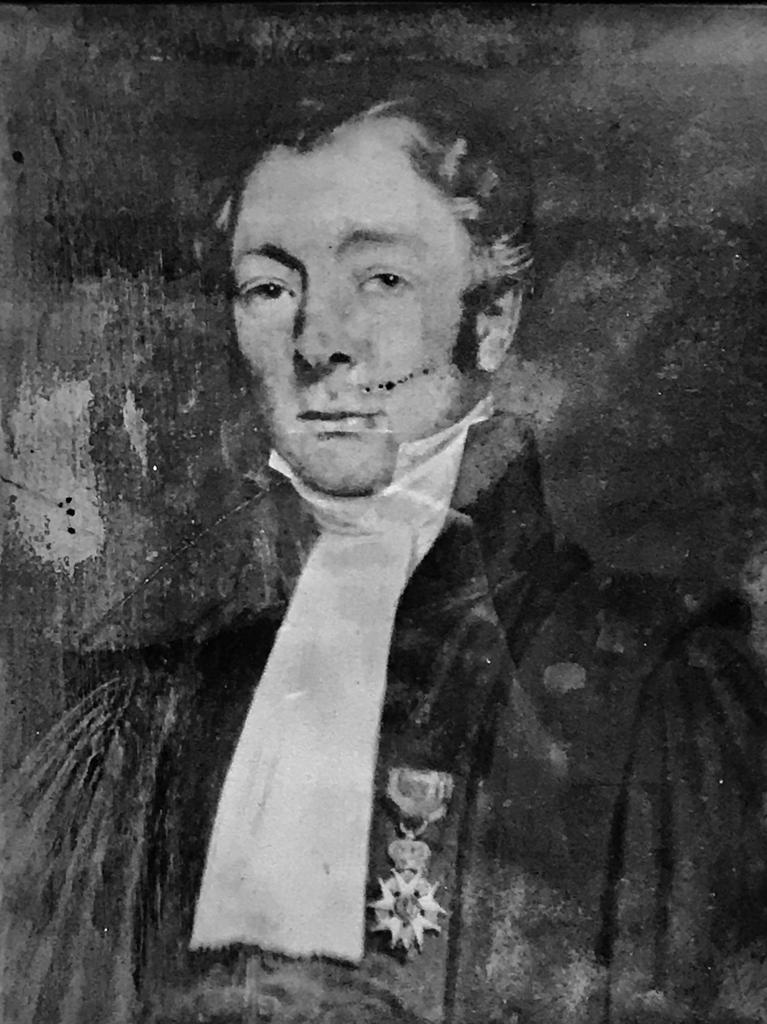
François Michel de Vuillefroy, écuyer (1787-1869), conseiller à la Cour Royale de Paris sous Charles X.
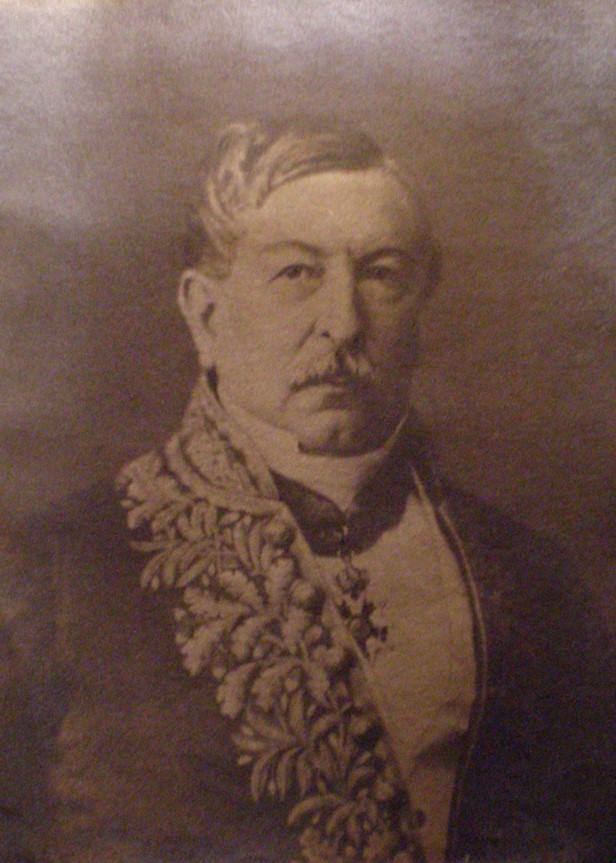
Amédée de Vuillefroy, Sénateur du Second Empire (1810-1878)
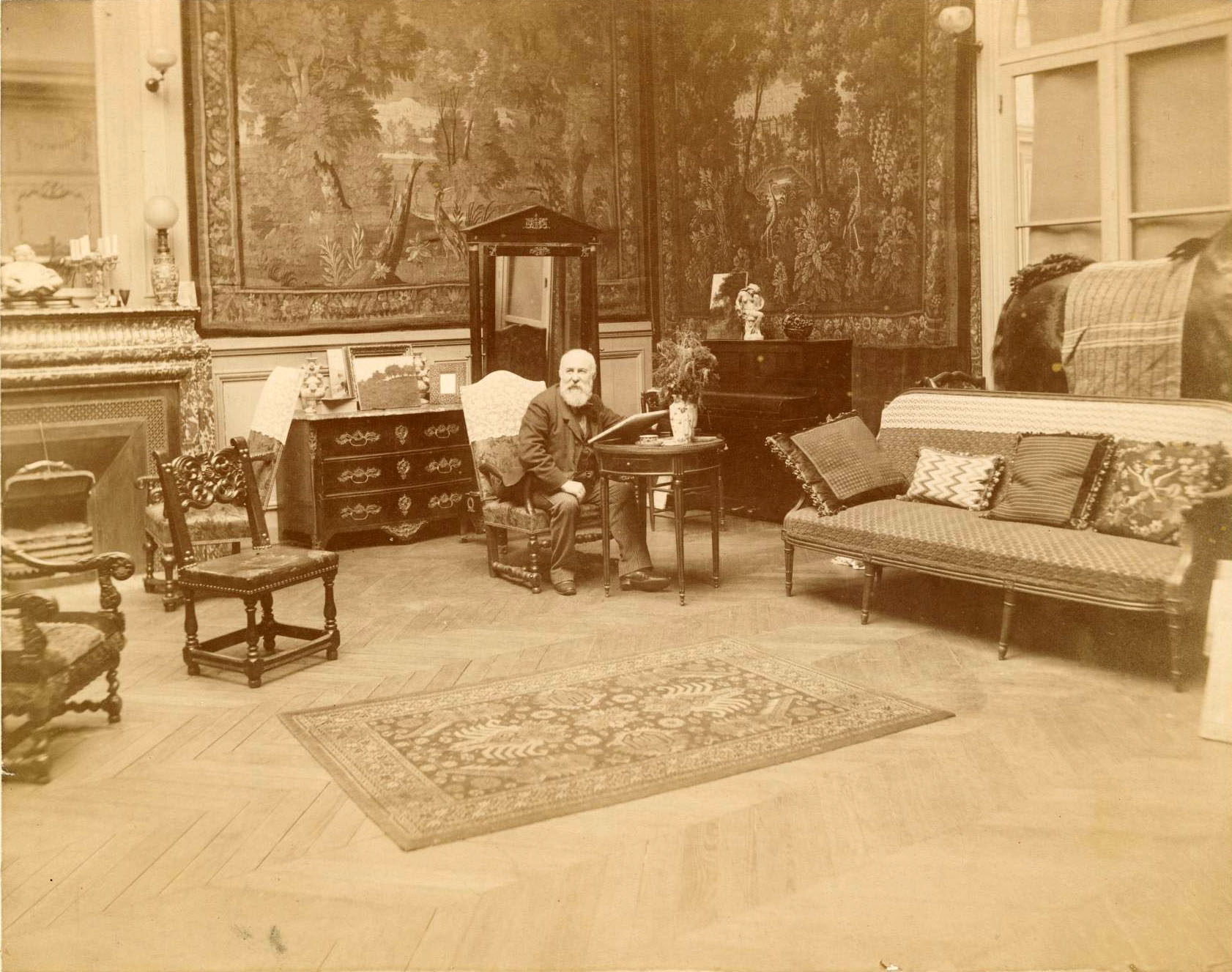
Félix de Vuillefroy-Cassini dans son atelier
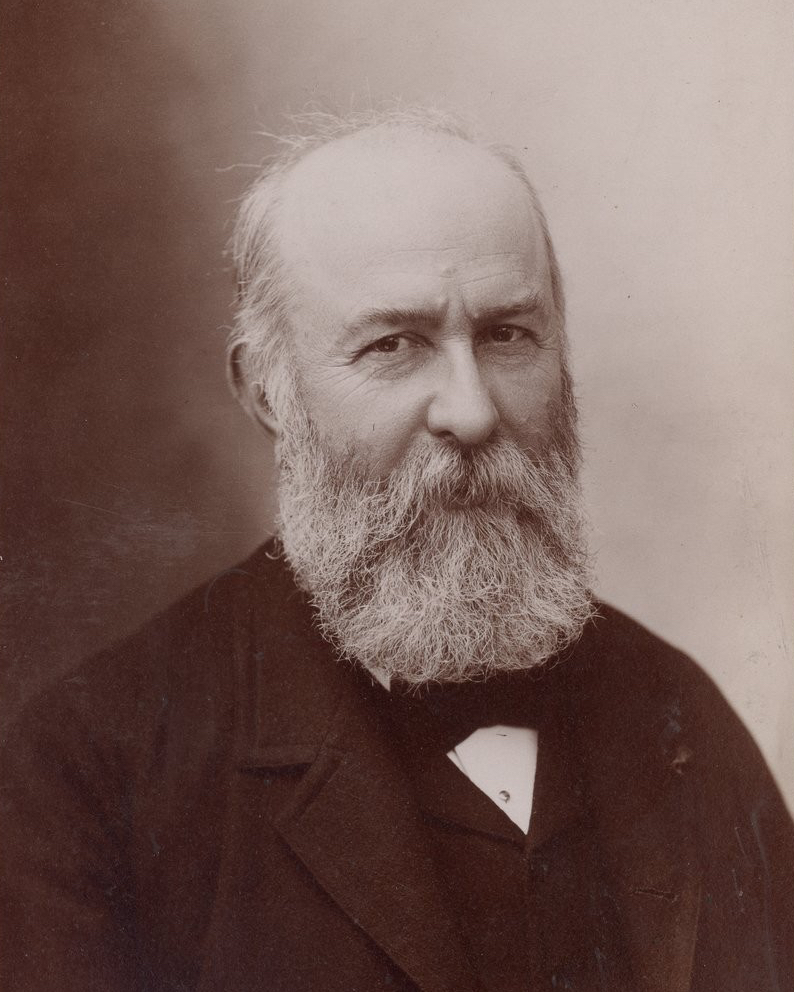
Félix de Vuillefroy-Cassini
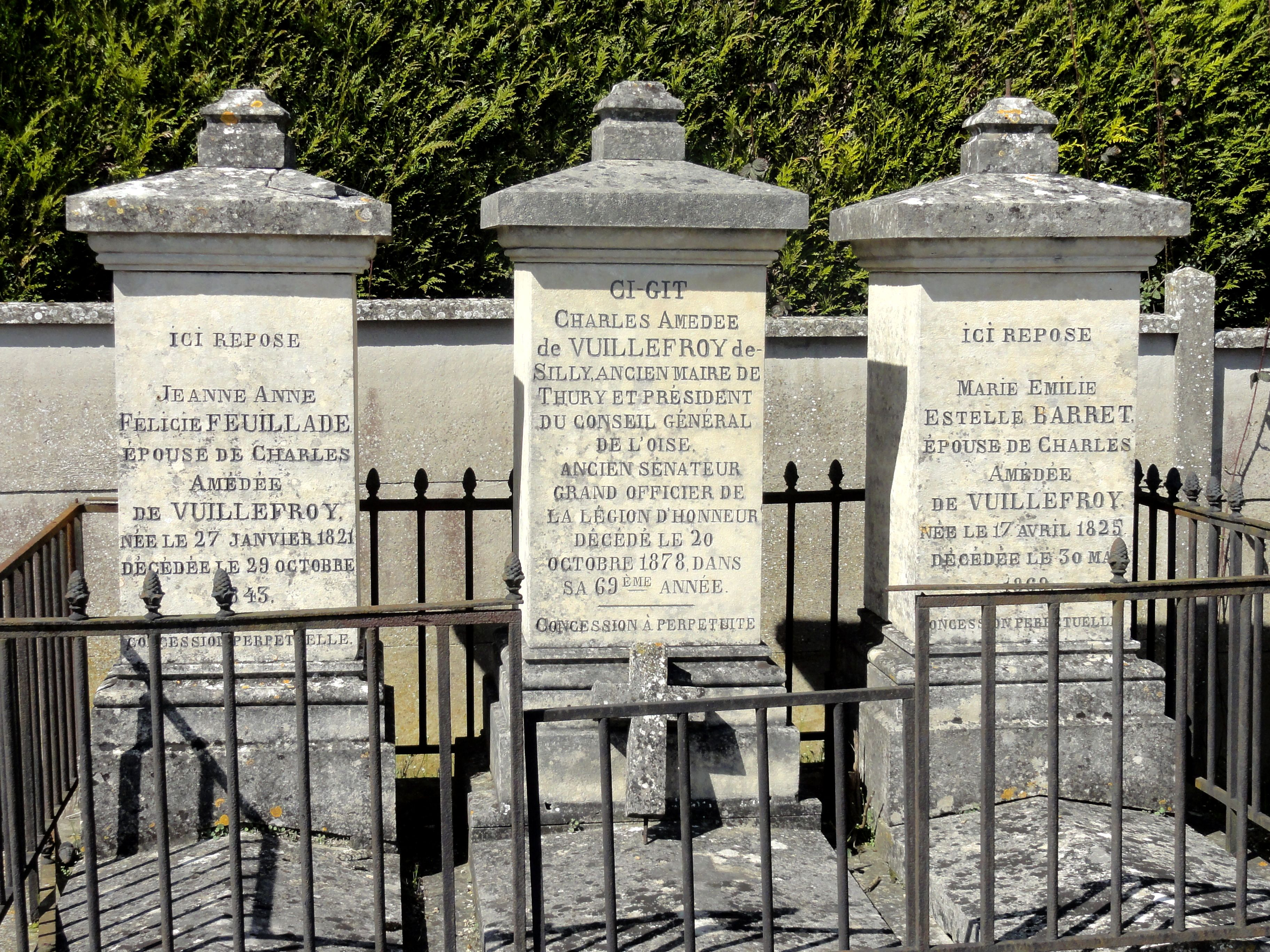
Sépultures de la famille Vuillefroy de Silly à Thury-sous-Clermont
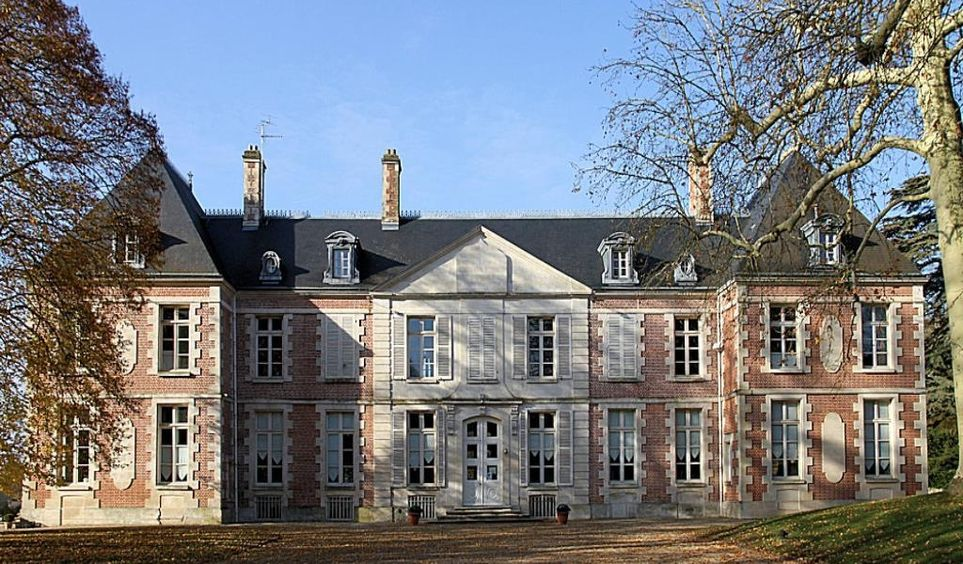
Château de Silly
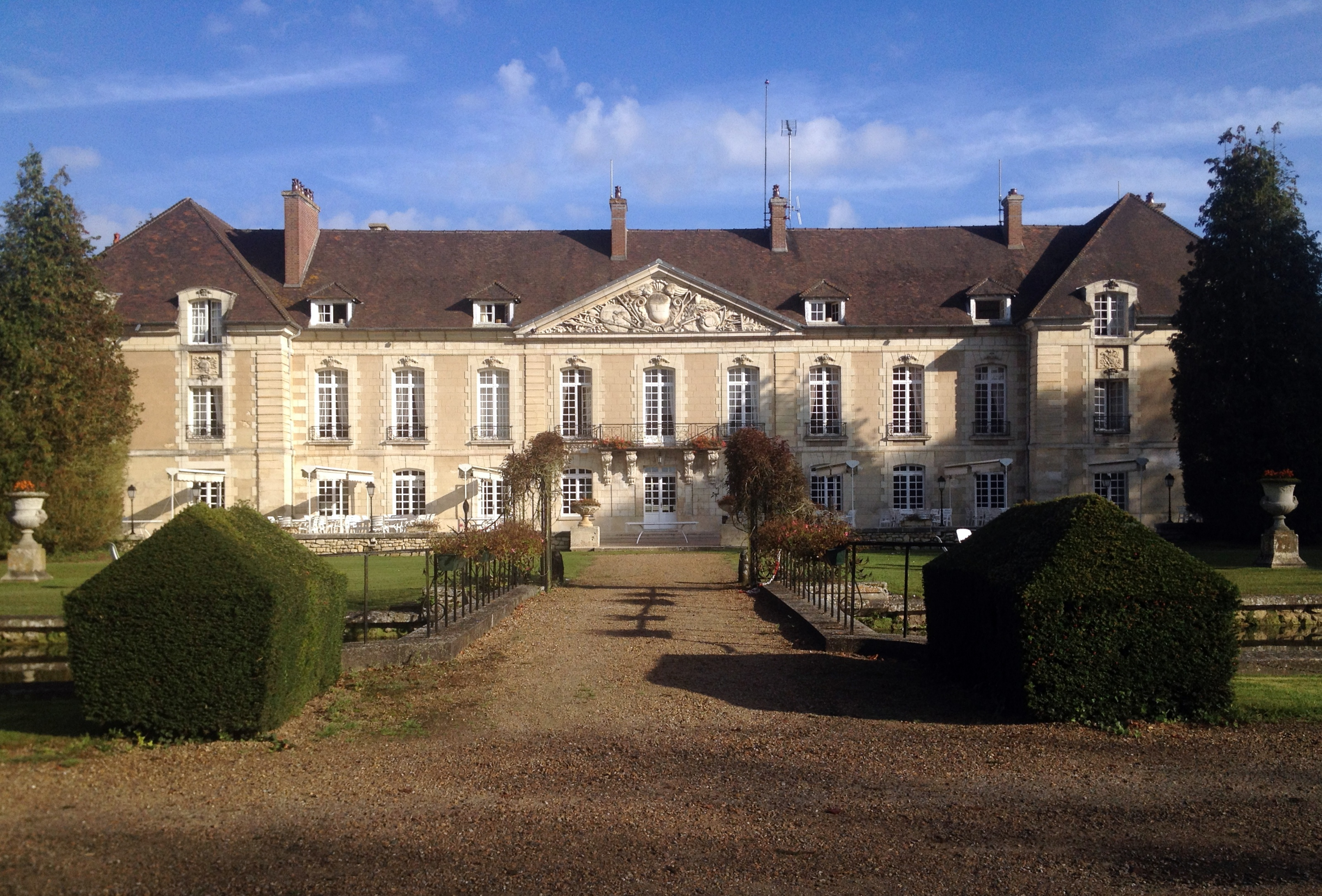
Château de Fillerval, transmis aux Vuillefroy de Silly par héritage de la famille Cassini vers 1845 à la mort du comte de Cassini.

## Alliances
Les principales alliances de la famille de Vuillefroy sont: Morillon, Ancelin, Quinquet (1651), Cousin (1750), Capitain (1781), Cassini (1809), Poujol (1841), de Cillart de la Villeneuve (1847), Rivaud de la Raffinière (1871), Briant de Laubrière (1881), Gelot de Saint Amey (1887), Pagart d'Hermansart (1889), Méric de Bellefon (1908), de Kerros (1912, 1947), van Bredenbeck de Châteaubriant (1913), Mallard de La Varende (1923), Haëntjens (1946), de Boisdavid (1946), de Courrèges d'Ustou (1959), Prigent de Kerallain (1973), de Bossoreille de Ribou (1976), Fatou (1978), de Poulpiquet de Brescanvel (2010), de Ghaisne de Bourmont (2013) etc.

## Propriétés
- Château de Silly, à Silly-la-Poterie[23]
- Château de Fillerval à Thury-sous-Clermont[23]
- Château de Kerberennic à Combrit[26] (depuis le XIXe siècle)

## Armes
| Figure | Blasonnement |
| ------ | --- |
|        | Armes anciennes: D'azur à une ville d'or terrassée de même, accompagnée de deux vents d'argent mouvants des angles du chef. Armes enregistrées à l'Armorial général de 1696 pour Robert Vuilfroy, chanoine de l'église cathédrale de Soissons; Jean Vuilfroy, chapelain des martyrs de la cathédrale de Soissons et Christophe Vuilfroy, avocat à Soissons.  |
|        | Règlement d'armoiries dans les lettres patentes d'anoblissement du 4 novembre 1815 accordées à François-Charles Vuillefroy: D'azur à deux levrettes rampantes affrontées et accolées d'argent. |
|        | Branche de Vuillefroy-Cassini: Ecartelé: aux I et IV: d'azur à deux levrettes rampantes affrontées et accolées d'argent (qui est de Vuillefroy), aux II et III: d’or a la fasce d’azur accompagnée de six étoiles à six branches du même trois rangées en chef et trois rangées en pointe (qui est de Cassini). Armes prises par Félix de Vuillefroy-Cassini |

## Postérité
- La rue Vuillefroy de Silly à Rungis en hommage au sergent Georges de Vuillefroy de Silly, résistant mort pour la France lors de la libération de la ville le 24 août 1944[25].

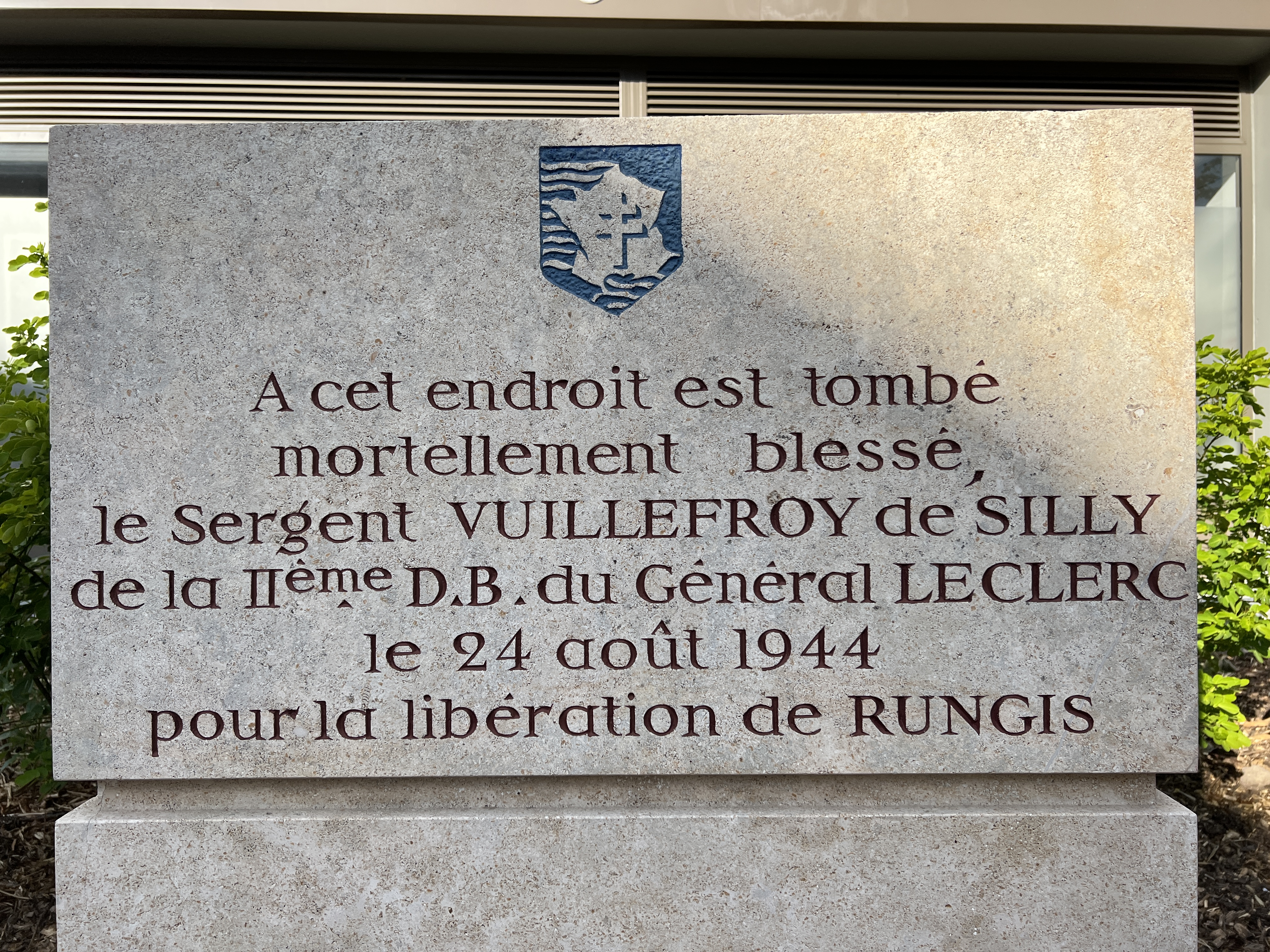
Plaque en mémoire du Sergent Georges de Vuillefroy de Silly à Rungis
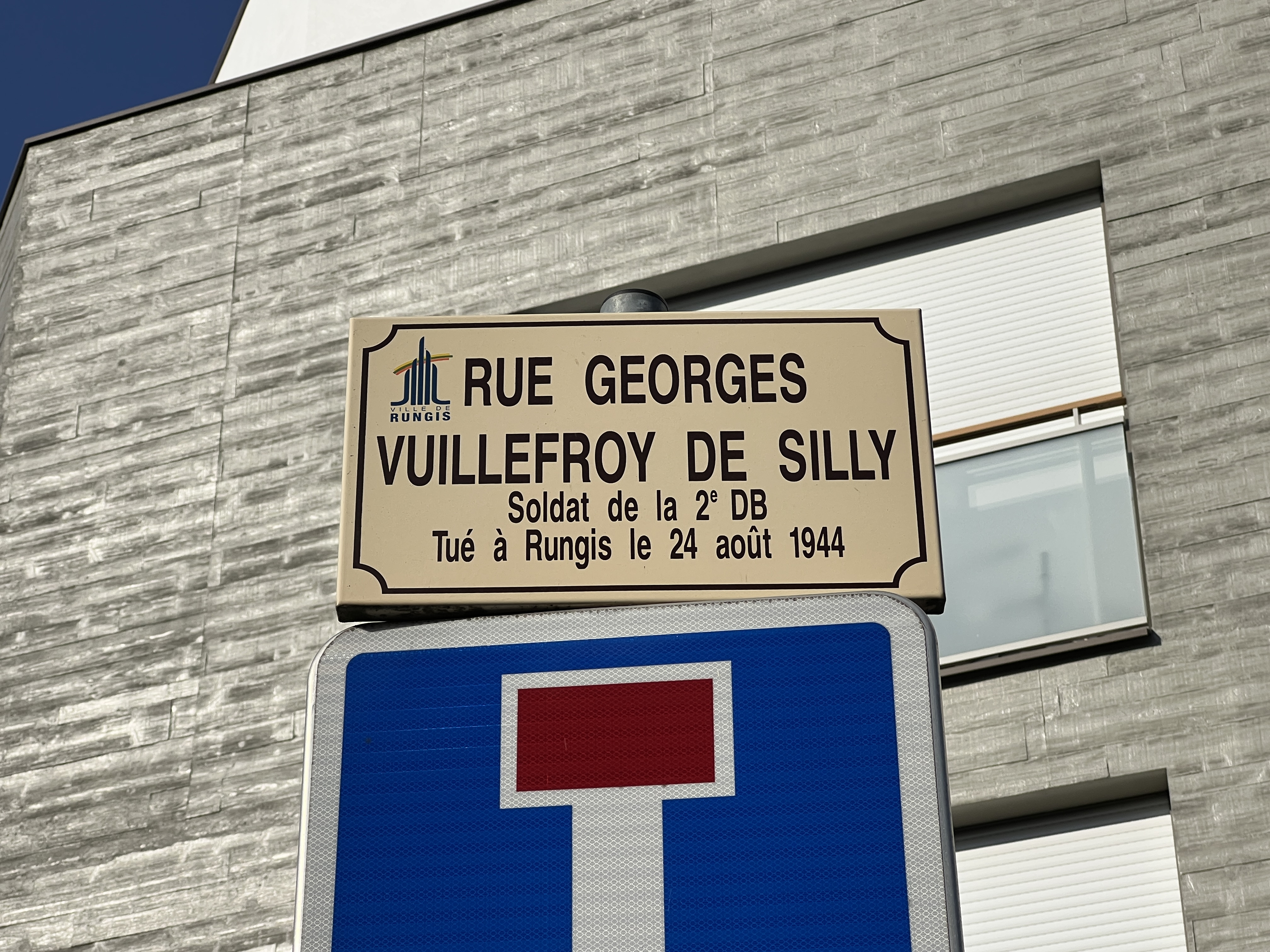
Rue Vuillefroy de Silly (Rungis)

- La Nebria vuillefroyi, est une espèce de coléoptère terrestre de la sous-famille des Nebriinae endémique d'Espagne, baptisée en l'honneur de l'entomologiste Félix de Vuillefroy-Cassini[28].